# باس رایلی به شهر برگشته‌است
باس رایلی به شهر برگشته است  (انگلیسی: Bus Riley’s Back in Town 1965) یک فیلم درام ۹۳ دقیقه‌ای آمریکایی به کارگردانی هاروی هارت و با بازی آن مارگارت، مایکل پارکس، جانت مارگولین و براد دکستر است که در سال ۱۹۶۵ منتشر شد.

## خلاصه داستان
یک مرد جوان «رایلی باس» پس از سه سال در نیروی دریایی به زادگاه کوچک غرب میدوسترونخود بازمی‌گردد و تلاش می‌کند زندگی جدیدی را در کنار مادر و خواهرش آغاز کند.
رایلی متوجه می‌شود که دوست دخترش در غیبت او با یک مرد ثروتمند ازدواج کرده‌است. با این حال، او مایل است که با او روابط خود را دوباره آغاز کند.

## بازیگران اصلی
- آن مارگرت
- مایکل پارکس
- جنت مارگولین
- برد دکستر
- جاسلین براندو
- کیم دربی